# Вскидывание бровей

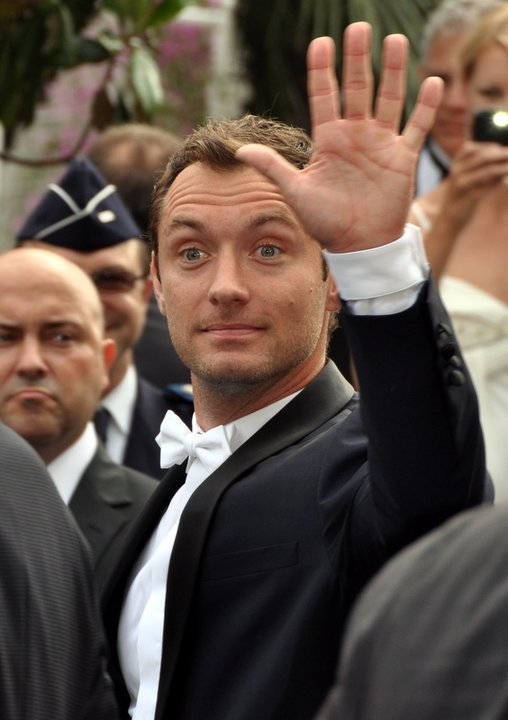
Джуд Лоу вскидывает брови

Вски́дывание брове́й (также взмах бровями, сигнал бровями и т. д.) — мимический жест, обозначающий удивление и, шире, желание привлечь внимание другого человека. Может длиться очень короткое время (170 мс).

## Функция
Согласно Эйбл-Эйбесфельду, это несознательный социальный сигнал, посылаемый одним человеком другому знакомому человеку с намерением подойти и установить социальный контакт (например, приветствие). Выражается приподнятием бровей на приблизительно две десятых секунды. Люди обычно отвечают вскидыванием бровями на аналогичный жест других людей, кроме случаев когда другой человек им незнаком или уводит взгляд непосредственно после этого движения. Посыл должен быть интерпретирован в контексте. Психологи и социологи считают, что вскидывание бровей может быть реакцией на страх или неожиданность.

## Мышцы и стадии движения
Граммер и др. определяют вскидывание бровей как сокращение поднимателя внутренней части брови (медиальная часть лобной мышцы) и поднимателя внешней части брови (латеральная часть лобной мышцы), по определению cистемы кодирования лицевых движений (AU1 и AU2). Во вскидывании бровей выделяется три временных интервала:
- проявление — время, за которое брови поднимаются до своего максимального положения;
- вершина — время, которое брови проводят в своём максимальном положении;
- завершение — время, за которое брови возвращаются в своё исходное положение.

## Исследования и значение
В работе Карла Граммера исследовалось лицевое движение, известное как «вскидывание бровями». Вертикальные лобные движения, которые уже были упомянуты Дарвином, но не смогли привлечь внимание исследователей, были ещё раз обнаружены Эйбл-Эйбесфельдом во время просмотра фильмов, снятых в нескольких полевых исследованиях. Эйбл-Эйбесфельд описал это движение как «приветствие глазами». Оно состоит из очень быстрого поднятия бровей. В случаях, наблюдаемых в фильме, брови были максимально подняты в течение 167 мс. Дальнейшее наблюдение выражения этого движения показало, что в большинстве случаев голова поднимается незадолго до начала действия, а улыбка сопровождает всю последовательность стадий движения. Также было установлено, что многие из индивидов совершают кивок головой сразу после того, как брови опускаются в исходное положение.
Название «приветствие глазами» касается функции и социального контекста: соответствующее поведение наблюдалось во время ситуаций приветствия, особенно в приветствии на расстоянии. Более поздние наблюдения показали, что существует целый спектр возможных значений этого быстрого вскидывания бровями, который можно описать как готовность к социальному взаимодействию. Это действие возможно интерпретировать как подтверждение взаимного согласия, как приветствие, как выражение сочувствия, как невербальный признак благодарности и как жест,
сопровождающий дружеские шутки. Кроме того, «вскидывание бровей» можно наблюдать в диалоге, когда кто-то из собеседников подчеркивает собственную уверенность в транслируемом сообщении.
В результате сравнительных исследований Эйбл-Эйбесфельда предполагалось, что данный вид поднятия бровей происходит от открытия глаз в ситуациях неожиданности. В связи с этим появились два типа движения с противоположными значениями. Помимо дружественного и позитивного вскидывания бровями, существует ещё одно, которое выражает возмущение, удивление, гнев, неудовольствие, неприятие и надменность. В этих случаях брови остаются поднятыми в течение более длительного периода; Дополнительные мимические маркеры, такие как морщины на носу, определяют это вскидывание бровей как увеличение социальной дистанции.

## Кросс-культурное исследование
В исследовании, проведённом в 1987 году, было записано около 67 часов произвольных социальных взаимодействий 255 индивидов в 3 локациях: Западная Новая Гвинея, Папуа — Новая Гвинея и Верхняя Ориноко. Исследование обнаружило значительную разницу в возрасте и поле отправителей и принимающих данный сигнал среди рассматриваемых популяций. Например, мужчины народа Эйпо из Западной Новой Гвинеи чаще оказывались отправителями, а мужчины народа Тробриан из Папуа — Новой Гвинеи чаще оказывались на принимающей стороне. Среди всех трёх народов вскидывание бровей часто совпадало с опусканием век или движением головой. Люди из всех трёх народов производили более длительные вскидывания бровей в начале диалогов, чем во время них.